# Martella amapa
Martella amapa är en spindelart som beskrevs av Galiano 1996. Martella amapa ingår i släktet Martella och familjen hoppspindlar. Inga underarter finns listade i Catalogue of Life.